# Asplenium rebeccae
Asplenium rebeccae är en svartbräkenväxtart som beskrevs av Fraser-jenk. och Wangdi. Asplenium rebeccae ingår i släktet Asplenium och familjen Aspleniaceae. Inga underarter finns listade.